# Mirosław Ikonowicz
Mirosław Kazimierz Ikonowicz (ur. 5 listopada 1931 w Wilnie) – polski reporter, korespondent Polskiej Agencji Prasowej.

## Życiorys
Jego ojciec Jan Ikonowicz był znanym prawnikiem w Wilnie. Matka Halina urodziła się i uczyła w Kaliszu, jej rodzina miała włoskie korzenie, natomiast rodzina ojca Ikonowicza wywodziła się z Bałkanów. Po wojnie rodzina mieszkała w Słupsku. Ikonowicz ukończył studia w Instytucie Historii na Uniwersytecie Warszawskim, gdzie poznał Ryszarda Kapuścińskiego, z którym przyjaźnił się przez wiele lat.
Od 1953 pracował w Polskiej Agencji Prasowej, ponad 60 lat, co jest rekordem. Był korespondentem PAP w Sofii (1956–1958), Hawanie (1963–1969), Madrycie i Lizbonie (1973–1980), Watykanie (1981–1986, 1990–1994), a także na Bliskim Wschodzie. Z Hawany jeździł do innych krajów latynoskich, a z Półwyspu Iberyjskiego do Angoli, Mozambiku i Zairu. Obserwował sześć rewolucji. Był redaktorem naczelnym „Biuletynu Specjalnego” PAP. Publikuje teksty w „Polityce” i „Przeglądzie”. Przez 25 lat zajmował się relacjonowaniem pielgrzymek Jana Pawła II, był z nim w 23 krajach. W ostatnich latach pracy skupił się na tematyce kościelnej i współpracował z mediami katolickimi.
Wieloletni kontakt operacyjny Służby Bezpieczeństwa ps. Metrampaż.
Za wybitne zasługi w pracy dziennikarskiej w 2004 został odznaczony Krzyżem Komandorskim Orderu Odrodzenia Polski.
Ojciec Piotra Ikonowicza i Magdaleny Gessler.

## Książki
- Hiszpania bez kastanietów (1971)
- Wyspa nadziei (1973) – o Kubie
- Zawód: korespondent. Wilno – Hawana – Madryt (2007)
- Angola Express (2009)
- Hombre Kapuściński (2011)
- Pohulanka (2018)